# Río Mantaro
El río Mantaro de 724 kmde longitud se encuentra ubicado en la región central del Perú. En épocas de los huancas era llamado Hatunmayu (Jatunmayo) (del quechua hatun, alto y mayu, río). En la época de los Incas, estos lo denominaron Wankamayu (Huancamayo). En la época de la Conquista los españoles lo conocerían 
como Angoyacu (del quechua anqas, azul y yacu, agua; "agua azul"). Mantiene a su vez una revisada historia en sus caudales. 

## Geografía
Nace al sur del Nudo de Pasco, en el lago Junín o Chinchaycocha a 4.080 m en 10°55′16″S 76°16′45″O / -10.92111, -76.27917 siendo regulado su caudal por la presa Upamayo. Tiene un recorrido en forma de U, y cruza los departamentos de Pasco, Junín (provincias de Junín, Yauli, Jauja, Concepción y Huancayo), Huancavelica y Ayacucho, antes de reingresar al departamento de Junín por la provincia de Satipo donde confluye con el río Apurímac para formar el río Ene en 12°15′46″S 73°58′44″O / -12.26278, -73.97889. Pertenece a la cuenca del río Amazonas.
Su recorrido en forma de U, es en su primera mitad de noroeste a sudeste, luego regresa de sudeste a noroeste. El desnivel cercano ha sido utilizado a través de un túnel para la Central Hidroeléctrica del Mantaro
El río Mantaro da origen al valle del Mantaro que es el principal y el más ancho valle de todos los Andes centrales, siendo por ello, principal proveedor de alimentos de la ciudad de Lima.

### Afluentes[3]
- Colorado 10°56′20″S 76°16′41″O / -10.93889, -76.27806
- Chiuric 11°06′57″S 76°14′32″O / -11.11583, -76.24222
- Tambo 11°14′05″S 76°10′40″O / -11.23472, -76.17778
- Corpacancha 11°19′59″S 76°06′39″O / -11.33306, -76.11083
- Pucayacu
- Yauli 11°31′16″S 75°54′36″O / -11.52111, -75.91000 en La Oroya
- Huari
- Chia
- Cunas
- Vilca
- Occoro
- Ichu
- Cachimayo.
- Huanca
- Lampa.
- San Fernando.
- Imayabamba.
- Vizcatán.

## Otros
Presenta 6717 lagunas que cubren un área de 76,761.57 ha
En la provincia de Tayacaja, departamento de Huancavelica se encuentra ubicada la Central hidroeléctrica del Mantaro que es la principal fuente generadora de energía hidroeléctrica del Perú, produciendo (al mes de abril de 2022) cerca del 12,5% de toda la energía eléctrica generada en este país.